# Badow
Badow is een plaats in de gemeente Schildetal in de Duitse deelstaat Mecklenburg-Voor-Pommeren, en maakt deel uit van het district Nordwestmecklenburg. Tot 7 juni 2009 was het een zelfstandige gemeente.
Badow telt 397 inwoners.